# إدوار ليون سكوت دو مارتنفيل
إدوار ليون سكوت دو مارتنفيل (بالفرنسية: édouard-Léon Scott de Martinville)‏ ولد في 25 أبريل 1817 وتوفي في 26 أبريل 1879 هو مخترع وكاتب فرنسي. وهو أول من طوّر جهازاً للتسجيل الموجات الصوتية، وكان الجهاز يُعرف فوناتوغراف، وذلك في عام 1857، ولكنّ اختراع مسجل الأصوات نسب للأمريكي توماس إديسون وسجل باسم فونوغراف (phonograph).[بحاجة لمصدر]
في حياة صاحب الترجمة إدوارد سكوت وبعلمه، مما دفعه في آخر كتاب له (Mémoires)1878، إلى توصية أولاده وأحفاده بأن لا ينسوا اسمه في مجال التسجيل، إلّا أنّ وصيته نُفِّذت بعد أكثر من قرن ونصف حين تم استعادة تسجيلاته المسجلة ما بين 1857 و 1860، وذلك ابتداءً من العام 2008، باستخدام الماسحات الضوئية ثلاثية الأبعاد ومن ثم تحويل الموجات الصوتية إلى صوت. ولعل أبرز هذه التسجيلات هي تسجيل تحت ضوء القمر (بالفرنسية: au clair de la lune)‏ المسجل في 9 أبريل 1860.

## روابط خارجية
- إدوار ليون سكوت دو مارتنفيل على موقع الموسوعة البريطانية (الإنجليزية)
- إدوار ليون سكوت دو مارتنفيل على موقع ميوزك برينز (الإنجليزية)
- إدوار ليون سكوت دو مارتنفيل على موقع أول ميوزيك (الإنجليزية)
- إدوار ليون سكوت دو مارتنفيل على موقع ديسكوغز (الإنجليزية)